# Karolina Kózka
Karolina Kózka, chiamata anche "la Maria Goretti polacca" (Wał-Ruda, 2 agosto 1898 – Wał-Ruda, 18 novembre 1914), fu una laica proclamata beata dalla Chiesa cattolica nel 1987.
Nacque da Jan Kózka e Maria Borzęcka, quarta di undici figli. Il 18 novembre 1914, il suo villaggio venne occupato dai russi, nell'ambito della prima guerra mondiale. A sedici anni viene avvicinata da un soldato, che dapprima le fa delle avances (rifiutate dalla giovane), poi tenta di violentarla ed infine la uccide con la sciabola.

## Il culto
Ai funerali di Karolina parteciparono più di tremila persone e la giovane martire fu oggetto di un culto non ufficiale in tutta la Polonia. I vescovi Jan Stepa e Jerzy Ablewicz diedero inizio alla causa di beatificazione, che fu istruita nel 1965. Il 30 giugno 1986 fu approvato il decreto sul martirio di Karolina e il 10 giugno 1987 papa Giovanni Paolo II durante la sua visita a Tarnów la dichiarò beata. La Chiesa cattolica ne fa memoria nel giorno della sua morte, il 18 novembre. Viene considerata, come Pierina Morosini, Maria Goretti, Albertina Berkenbrock e Antonia Mesina, martire della purezza.
È patrona della diocesi di Rzeszów e della gioventù cattolica polacca (Katolickie Stowarzyszenie Młodzieży).